# Rachel Roberts (fotomodell)
Rachel Roberts, född 1978 i Vancouver i British Columbia, Kanada, är fotomodell och skådespelare. Hon är gift med Andrew Niccol sedan år 2002, och de två har ett barn ihop.

## Filmografi
- 2002 – S1m0ne
- 2007 – Entourage (TV-serie) (1 avsnitt)
- 2007 – Ugly Betty (TV-serie) (1 avsnitt)
- 2009–2010 – Flashforward (TV-serie) (5 avsnitt)
- 2011 – In Time
- 2012 – CSI: Crime Scene Investigation (TV-serie) (1 avsnitt)
- 2013 – Mad Men (TV-serie) (1 avsnitt)
- 2013 – The Host

## Fotnoter
1. ↑  Fashion Model Directory, Fashion Model Directory modell-ID: rachel_roberts, läst: 4 april 2022.[källa från Wikidata]